# Liste der Baudenkmäler in Fürth/L
Diese Liste ist eine Teilliste der Liste der Baudenkmäler in Fürth. Grundlage der Liste ist die Bayerische Denkmalliste, die auf Basis des bayerischen Denkmalschutzgesetzes vom 1. Oktober 1973 erstmals erstellt wurde und seither durch das Bayerische Landesamt für Denkmalpflege geführt und aktualisiert wird. Die folgenden Angaben ersetzen nicht die rechtsverbindliche Auskunft der Denkmalschutzbehörde.
Dieser Teil der Liste beschreibt die denkmalgeschützten Objekte in folgenden Straßen:
- Lange Straße
- Laubenweg
- Lessingstraße
- Leyher Straße
- Liesl-Kießling-Straße
- Lindenstraße
- Lobitzstraße
- Ludwig-Erhard-Straße
- Ludwigstraße
- Luisenstraße

## Lange Straße
| Lage                       | Objekt                     | Beschreibung | Akten-Nr.                | Bild                 |
| -------------------------- | -------------------------- | --- | ------------------------ | -------------------- |
| Lange Straße 20 (Standort) | Mietshaus                  | Dreigeschossiger Halbwalmdachbau mit Sandsteinfassade, rustiziertem Erdgeschoss, Jugendstil, von Bräutigam und Wiessner, 1905, Aufstockung 1952; Rückflügel, erdgeschossiger Putzbau mit Flachdach, gleichzeitig. | D-5-63-000-706 Wikidata  | Mietshaus            |
| Lange Straße 31 (Standort) | Mietshaus                  | Viergeschossiger Mansarddachbau mit Sandsteinfassade, Polygonalerker, hölzernen Dacherkern und Gauben mit Spitzhelmen, im Neu-Nürnberger-Stil, von Johann Hertlein, 1900; bauliche Gruppe mit Eckhaus Jakobinenstraße 20. | D-5-63-000-707 Wikidata  | Mietshaus            |
| Lange Straße 41 (Standort) | Mietshaus                  | Viergeschossiger Mansarddachbau mit reich gegliederter Sandsteinfassade, seitlichem Vorbau mit Loggien und Balkonen, Spätjugendstil, von Adam Egerer, 1908/09; Vorgarten-Einfriedung, Pfeilgitterzaun, gleichzeitig. | D-5-63-000-708 Wikidata  | Mietshaus            |
| Lange Straße 53 (Standort) | Wohnhaus, syn. Wohngebäude | Ehem. Spiegelfabrik, E-förmig angeordnete, zweigeschossige Sichtziegelbauten mit Sattel- bzw. Pultdach, rückwärtig mit Kniestock und breitem Zwerchhaus, Fritz Walter, 1898; ehem. Schmiedewerkstätte, zweigeschossiger Sichtziegelbau mit Pultdach und mittigem Zwerchhaus, 1898; Wohnhaus, zweigeschossiger Sichtziegelbau mit Satteldach, seitlichen Zwerchhäusern und Hausteingliederung, Max Mayer, 1899. | D-5-63-000-2069 Wikidata | BW                   |
| Lange Straße 71 (Standort) | Mietshaus                  | Dreigeschossiger Mansarddachbau mit Sandsteinfassade, rustiziertem Erdgeschoss, Neurenaissance, von Adam Egerer, 1889. | D-5-63-000-709 Wikidata  | Mietshaus            |
| Lange Straße 80 (Standort) | Mietshaus                  | Viergeschossiger Mansarddachbau mit Sandsteinfassade und Dachgauben, im Neu-Nürnberger-Stil, von Johann Hertlein, 1903; bauliche Gruppe mit Lange Straße 82 und Lobitzstraße 2 / 4 / 6 / 8 / 10. | D-5-63-000-710 Wikidata  | Mietshaus            |
| Lange Straße 82 (Standort) | Mietshaus                  | Viergeschossiger Mansarddachbau mit Sandsteinfassade und Zeltdachgauben, im Neu-Nürnberger-Stil, von Johann Hertlein, 1903; Rückgebäude, dreigeschossiger Putzbau mit Pultdach, gleichzeitig; bauliche Gruppe mit Lange Straße 80 und Lobitzstraße 2 / 4 / 6 / 8 / 10. | D-5-63-000-1769 Wikidata | Mietshaus            |
| Lange Straße 86 (Standort) | Mietshaus                  | Viergeschossiger Mansarddachbau mit Sandsteinfassade, rustiziertem Erdgeschoss und geschweiftem Zwerchgiebel, Jugendstil, von Bräutigam und Wiessner, 1906. | D-5-63-000-711 Wikidata  | Mietshaus            |
| Lange Straße 88 (Standort) | Mietshaus in Ecklage       | Dreigeschossiger Mansarddachbau mit reich gegliederter Putzfassade, Sandsteinerdgeschoss, Schweifgiebel und Zwerchhäusern, Jugendstil, von Bräutigam und Wiessner, 1905/06. | D-5-63-000-712 Wikidata  | Mietshaus in Ecklage |

## Laubenweg
| Lage                    | Objekt         | Beschreibung | Akten-Nr.                | Bild           |
| ----------------------- | -------------- | --- | ------------------------ | -------------- |
| Laubenweg 23 (Standort) | Grenzmarkstein | Grenzmarkstein der alten Stadtmarkung Fürth bzw. der ehemaligen Gemeinde Ronhof, Sandstein, oben abgerundet, von Johann Zink, 1858, Renovierung bzw. Versetzung bez. 1938. | D-5-63-000-1574 Wikidata | weitere Bilder |

## Lessingstraße
| Lage                         | Objekt                                               | Beschreibung | Akten-Nr.                | Bild      |
| ---------------------------- | ---------------------------------------------------- | --- | ------------------------ | --------- |
| Lessingstraße 1 (Standort)   | Mietshaus                                            | Viergeschossiger traufseitiger Satteldachbau mit Sandsteinfassade und verschieferten Dachgauben, Neurenaissance, von Adam Egerer, 1889; bauliche Gruppe mit Lessingstraße 3. | D-5-63-000-714 Wikidata  | Mietshaus |
| Lessingstraße 2 (Standort)   | Mietshaus                                            | Viergeschossiger traufseitiger Satteldachbau mit Sandsteinfassade und reich dekoriertem Zwerch-Halbgiebel, Jugendstil, von Ebert und Müller, 1907. | D-5-63-000-715 Wikidata  | Mietshaus |
| Lessingstraße 3 (Standort)   | Mietshaus                                            | Viergeschossiger traufseitiger Satteldachbau mit Sandsteinfassade, rustiziertem Erdgeschoss, Neurenaissance, 1889/90; bauliche Gruppe mit Lessingstraße 1. | D-5-63-000-716 Wikidata  | Mietshaus |
| Lessingstraße 4 (Standort)   | Mietshaus                                            | Viergeschossiger traufseitiger Satteldachbau mit Sandsteinfassade, rustiziertem Erdgeschoss und Sohlbankgesimsen, Neurenaissance, 1887; Rückgebäude, zweigeschossiger Backsteinbau mit Mansarddach, gleichzeitig; Remise, erdgeschossiger Backsteinbau mit Pultdach, gleichzeitig; bauliche Gruppe mit Lessingstraße 6.                                                                 | D-5-63-000-717 Wikidata  | BW        |
| Lessingstraße 6 (Standort)   | Mietshaus                                            | Viergeschossiger traufseitiger Satteldachbau mit Sandsteinfassade, rustiziertem Erdgeschoss und Sohlbankgesimsen, Neurenaissance, 1887; bauliche Gruppe mit Lessingstraße 4. | D-5-63-000-1783 Wikidata | BW        |
| Lessingstraße 7 (Standort)   | Mietshaus                                            | Dreigeschossiger Mansarddachbau mit Backsteinfassade, Sandsteingliederungen und rustiziertem Sandsteinerdgeschoss, Neurenaissance, von Johann Michael Horneber, 1888/89; bauliche Gruppe mit Lessingstraße 9 / 11 / 13. | D-5-63-000-718 Wikidata  | Mietshaus |
| Lessingstraße 8 (Standort)   | Mietshaus                                            | Viergeschossiger traufseitiger Satteldachbau mit Sandsteinfassade, rustiziertem Erdgeschoss, Neurenaissance, von Adam Egerer, 1889; Rückgebäude, zweigeschossiger, teils verputzter Backsteinbau mit Pultdach, gleichzeitig. | D-5-63-000-719 Wikidata  | BW        |
| Lessingstraße 9 (Standort)   | Mietshaus                                            | Dreigeschossiger Mansarddachbau mit Backsteinfassade, Sandsteingliederungen und rustiziertem Sandsteinerdgeschoss, Neurenaissance, von Karl Söhnlein, 1888; Rückgebäude, zweigeschossiger Backsteinbau mit Mansarddach, gleichzeitig; Remise, erdgeschossiger, verputzter Sandsteinbau mit Pultdach, gleichzeitig; bauliche Gruppe mit Lessingstraße 7 / 11 / 13.                       | D-5-63-000-720 Wikidata  | Mietshaus |
| Lessingstraße 10 (Standort)  | Mietshaus                                            | Viergeschossiger traufseitiger Satteldachbau mit Sandsteinfassade, rustiziertem Erdgeschoss, Neurenaissance, 1889. | D-5-63-000-721 Wikidata  | BW        |
| Lessingstraße 11 (Standort)  | Mietshaus                                            | Dreigeschossiger Mansarddachbau mit Backsteinfassade, Sandsteingliederungen und rustiziertem Sandsteinerdgeschoss, Neurenaissance, Ch. Grieshammer, 1888; Rückgebäude, zweigeschossiger Backsteinbau mit Mansarddach, gleichzeitig; bauliche Gruppe mit Lessingstraße 7 / 9 / 13. | D-5-63-000-722 Wikidata  | Mietshaus |
| Lessingstraße 12 (Standort)  | Ehemalige Kinderbewahranstalt, jetzt Mietshaus       | Dreigeschossiger Mansarddachbau mit reich gegliederter Sandsteinfassade, rustiziertem Erdgeschoss, Neurenaissance, von Adam Egerer, 1894, Umbau zu Wohnhaus 1935/36. | D-5-63-000-723 Wikidata  | BW        |
| Lessingstraße 13 (Standort)  | Mietshaus                                            | Dreigeschossiger Mansarddachbau mit Backsteinfassade, Sandsteingliederungen und rustiziertem Sandsteinerdgeschoss, Neurenaissance, von 1886/87; bauliche Gruppe mit Lessingstraße 7 / 9 / 11. | D-5-63-000-724 Wikidata  | Mietshaus |
| Lessingstraße 14 (Standort)  | Mietshaus, ehemals mit Gaststätte „Zum Rheinpfälzer“ | Dreigeschossiger traufseitiger Satteldachbau mit Sandsteinfassade, Rosettenfries an der Traufe und Lisenengliederung, spätklassizistisch, wohl von Konrad Gieß, 1877; Rückgebäude, mehrfach abgewinkelter, dreigeschossiger Backsteinbau mit Mansarddach, letztes Viertel 19. Jahrhundert; Remise, erdgeschossiger Sandsteinbau mit Pultdach, gleichzeitig.                             | D-5-63-000-725 Wikidata  | BW        |
| Lessingstraße 15 (Standort)  | Mietshaus                                            | Viergeschossiger traufseitiger Satteldachbau mit flächig gegliederter Sandsteinfassade, Polygonalerker, klassizistischer Jugendstil, von Peringer und Rogler, 1905/06; bauliche Gruppe mit Lessingstraße 17 / 19. | D-5-63-000-726 Wikidata  | Mietshaus |
| Lessingstraße 16 (Standort)  | Wohnhaus                                             | Dreigeschossiger traufseitiger Satteldachbau mit Sandsteinfassade, Konsoltraufgesims, spätklassizistisch, von Konrad Gieß, 1876/77; Schuppen, erdgeschossiger Sandsteinbau mit Pultdach, gleichzeitig. | D-5-63-000-727 Wikidata  | BW        |
| Lessingstraße 17 (Standort)  | Mietshaus                                            | Viergeschossiger traufseitiger Satteldachbau mit flächig gegliederter Sandsteinfassade, Erker, klassizistischer Jugendstil, von Peringer und Rogler, 1905/06; Rückgebäude, dreigeschossiger Backsteinbau mit Mansarddach, gleichzeitig; Remise, erdgeschossiger Sandsteinbau mit Terrassendach, gleichzeitig; bauliche Gruppe mit Lessingstraße 15 / 19.                                | D-5-63-000-728 Wikidata  | Mietshaus |
| Lessingstraße 18 (Standort)  | Mietshaus                                            | Viergeschossiger traufseitiger Satteldachbau mit reich gegliederter Sandsteinfassade, Erker mit gebauchtem Eisengitterbalkon, Neubarock, von Adam Egerer, 1904/05; Rückflügel, zweigeschossiger Backsteinbau mit Pultdach, gleichzeitig; bauliche Einheit mit Lessingstraße 18a. | D-5-63-000-729 Wikidata  | BW        |
| Lessingstraße 18a (Standort) | Mietshaus                                            | Viergeschossiger traufseitiger Satteldachbau mit reich gegliederter Sandsteinfassade, zwei Erkern mit gebauchten Eisenbalkonen, Neubarock, von Adam Egerer, 1904/05; Rückflügel, erdgeschossiger, geschlämmter Backsteinbau mit Flachdach, gleichzeitig; Rückgebäude, zweigeschossiger, geschlämmter Backsteinbau mit Mansarddach, gleichzeitig; bauliche Einheit mit Lessingstraße 18. | D-5-63-000-1784 Wikidata | BW        |
| Lessingstraße 19 (Standort)  | Mietshaus                                            | Viergeschossiger traufseitiger Satteldachbau mit flächig gegliederter Sandsteinfassade, klassizistischer Jugendstil, von Peringer und Rogler, 1905/06; Rückflügel, erdgeschossiger Backsteinbau mit Flachdach, gleichzeitig; Rückgebäude, dreigeschossiger Backsteinbau mit Mansarddach, gleichzeitig; bauliche Gruppe mit Lessingstraße 15 / 17.                                       | D-5-63-000-730 Wikidata  | Mietshaus |
| Lessingstraße 23 (Standort)  | Mietshaus                                            | Viergeschossiger traufseitiger Satteldachbau mit Sandsteinfassade, rustiziertem Erdgeschoss, Neurenaissance, von Karl Gran, 1898. | D-5-63-000-731 Wikidata  | Mietshaus |

## Leyher Straße
| Lage                        | Objekt                                                         | Beschreibung | Akten-Nr.                         | Bild                              |
| --------------------------- | -------------------------------------------------------------- | --- | --------------------------------- | --------------------------------- |
| Leyher Straße 1 (Standort)  | Villa                                                          | Zweigeschossiger Mansardwalmdachbau mit reich gegliederter Sandsteinfassade, Giebelrisaliten und Dachgauben, an Westseite mit Balkon und Freitreppe, Neurenaissance, von Adam Egerer, bez. 1888; Einfriedung, Kalksteinmauer und -pfeiler mit Holzlattenzaun, gleichzeitig. | D-5-63-000-732 Wikidata           | weitere Bilder                    |
| Leyher Straße 10 (Standort) | Ehemalige Spiegelfabrik N. Wiederer & Co.                      | Viergeschossiger Putzbau in Ecklage mit Mansarddach, Lisenengliederung und Zwerchgiebel an der leicht abgerundeten Ecke, von Fritz Walter, 1913, Giebelaufbau 1939. | D-5-63-000-1593 Wikidata          | BW                                |
| Leyher Straße 12 (Standort) | Mietshaus, ehemals mit Gaststätte „Wegerle“                    | Dreigeschossiger Mansarddachbau in Ecklage mit Rohbacksteinfassade, Sandsteingliederungen, Neurenaissance, von Egerer und Richter, um 1886; bauliche Einheit mit Kaiserstraße 162.                                                                                          | D-5-63-000-733 Wikidata           | BW                                |
| Leyher Straße 18 (Standort) | Mietshaus                                                      | Dreigeschossiger Mansarddachbau mit Sandsteinfassade, rustiziertem Erdgeschoss und Dachgauben, Neurenaissance, von Johann Müller, 1887. | D-5-63-000-734 Wikidata           | BW                                |
| Leyher Straße 20 (Standort) | Mietshaus                                                      | Viergeschossiger traufseitiger Satteldachbau mit Sandsteinfassade, rustiziertem Erdgeschoss, Neurenaissance, von Egerer und Richter, 1889; Rückgebäude, dreigeschossiger Backsteinbau mit Mansarddach und Mittelrisalit, gleichzeitig.                                      | D-5-63-000-735 Wikidata           | BW                                |
| Leyher Straße 21 (Standort) | Mietshaus                                                      | Viergeschossiger traufseitiger Satteldachbau mit gelber Backsteinfassade, Sandsteinerdgeschoss und -gliederungen, Zwerchhaus mit Volutengiebel und ausgebautem Fachwerk-Dachgeschoss, Neurenaissance, von Karl Schick, 1902.                                                | D-5-63-000-736 Wikidata           | Mietshaus                         |
| Leyher Straße 25 (Standort) | Mietshaus                                                      | Viergeschossiger Mansarddachbau mit Sandsteinfassade und mittigem Zwerchhaus mit Volutengiebel, im Neu-Nürnberger-Stil, von J. W. Friedlein, 1902/03. | D-5-63-000-737 Wikidata           | Mietshaus                         |
| Leyher Straße 27 (Standort) | Mietshaus                                                      | Viergeschossiger traufseitiger Satteldachbau mit gelber Backsteinfassade, Sandsteingliederung, Zwerchhaus und ausgebautem Dachgeschoss, Neurenaissance, von Heinrich Walz, 1902/03.                                                                                         | D-5-63-000-738 Wikidata           | Mietshaus                         |
| Leyher Straße 29 (Standort) | Mietshaus, ehemals mit Gaststätte                              | Viergeschossiger Mansarddachbau mit Sandsteinfassade und Dachgauben, historisierend, von Georg Philipp Höfler, 1901/02. | D-5-63-000-739 Wikidata           | Mietshaus, ehemals mit Gaststätte |
| Leyher Straße 33 (Standort) | Mietshaus mit Gaststätte „Deutsches Eck“                       | Viergeschossiger Satteldachbau in Ecklage mit Sandsteinfassade, Erker, Volutenzwerchgiebel und Eckerkerturm, historisierend, von Carl Frank, 1906/07; Vorgarten-Einfriedung, verputzte Ziegelmauer mit Sandsteinpfeilern und -abdeckung, gleichzeitig.                      | D-5-63-000-740 Wikidata           | weitere Bilder                    |
| Leyher Straße 69 (Standort) | Verwaltungsgebäude des ehemaligen „Neuen“ Städtischen Gaswerks | Freistehender, dreigeschossiger und traufseitiger Putzbau mit Mansardgiebeldach, hohem Zwerchgiebel und Kaminköpfen, rückseitig mit Balkonen, Risalit und Fachwerk-Dachausbau, barockisierender Jugendstil, vom Stadtbauamt Fürth, 1903–06.                                 | D-5-63-000-741 Wikidata           | weitere Bilder                    |
| Leyher Straße 69 (Standort) | Wasserturm des ehemaligen „Neuen“ Städtischen Gaswerks         | Sechsgeschossiger Putzbau mit Uhrenerker und steilem Pyramidendach, historisierend, vom Stadtbauamt Fürth, 1903–06. | D-5-63-000-741 zugehörig Wikidata | weitere Bilder                    |

## Liesl-Kießling-Straße
| Lage                                                                           | Objekt                                                                                              | Beschreibung | Akten-Nr.                          | Bild |
| ------------------------------------------------------------------------------ | --------------------------------------------------------------------------------------------------- | --- | ---------------------------------- | ---- |
| Liesl-Kießling-Straße 16; Isaak-Loewi-Straße 1-9 (ungerade Nummern) (Standort) | Ehemalige Östliche bzw. Zweite Halbbataillonskaserne (Gebäude Nr. 12) der „Neuen“ Infanteriekaserne | Siehe Isaak-Loewi-Straße 1-9 (ungerade Nummern). | D-5-63-000-1584 zugehörig Wikidata | BW   |
| Liesl-Kießling-Straße 18 / 20 (Standort)                                       | Ehemaliges Familiengebäude (Gebäude Nr. 8) der „Neuen“ Infanteriekaserne                            | Dreigeschossiger Putzbau mit Walmdach, Dacherkern und flachen Seitenrisaliten, südlich anschließend Reste einer Einfriedung, verputzte Mauer mit Eisengitterdurchbrüchen und Sandsteinabdeckung, um 1914/15, Umbau um 2003. Siehe auch Isaak-Loewi-Straße. | D-5-63-000-1584 zugehörig Wikidata | BW   |

## Lindenstraße
| Lage                       | Objekt    | Beschreibung | Akten-Nr.               | Bild |
| -------------------------- | --------- | --- | ----------------------- | ---- |
| Lindenstraße 9 (Standort)  | Gartentor | Schmiedeeisen, neubarock, 1908/09. | D-5-63-000-742 Wikidata | BW   |
| Lindenstraße 17 (Standort) | Villa     | Zweigeschossiger Schopfwalmdachbau mit Gauben, Sandsteinerdgeschoss, verputztem Obergeschoss mit Sandsteingliederung und Blendfachwerk am Kniestock, an Ostseite mit hölzerner Loggia, Neurenaissance mit Heimatstil-Elementen, von Adam Egerer, 1902; Einfriedung, Eisengitterzaun und rustizierte Torpfeiler, Torgitter bez. 1900. | D-5-63-000-743 Wikidata | BW   |
| Lindenstraße 18 (Standort) | Villa     | Eingeschossiger, reich gegliederter Putzbau mit Mansardgiebeldach und Walmdachaufsatz, Erkern und Eingangsloggia mit Eisenbalkon an der Ostseite, neubarock, von Fritz Walter, 1902. | D-5-63-000-744 Wikidata | BW   |
| Lindenstraße 22 (Standort) | Villa     | Zweigeschossiger Putzbau mit sparsamem Stuckdekor, Walmdach, Segmentbodenerker, Loggia im Obergeschoss und Säulenbalkon an der Ostseite, neuklassizistisch, von Bräutigam und Wiessner, 1915/16. | D-5-63-000-745 Wikidata | BW   |

## Lobitzstraße
| Lage                       | Objekt               | Beschreibung | Akten-Nr.                | Bild                 |
| -------------------------- | -------------------- | --- | ------------------------ | -------------------- |
| Lobitzstraße 2 (Standort)  | Mietshaus            | Viergeschossiger Mansarddachbau mit Sandsteinfassade und Sohlbankgesimsen, im Neu-Nürnberger-Stil, von Johann Dorner, 1901; bauliche Gruppe mit Lobitzstraße 4 / 6 / 8 / 10 und Lange Straße 80 / 82. | D-5-63-000-746 Wikidata  | Mietshaus            |
| Lobitzstraße 4 (Standort)  | Mietshaus            | Viergeschossiger Mansarddachbau mit Sandsteinfassade, im Neu-Nürnberger-Stil, von Johann Dorner, 1901, modern bez. 1903; Rückgebäude, ein- bis dreigeschossige Pult- und Mansarddachbauten mit Fachwerkobergeschoss, Ziegelausfachung, gleichzeitig; Schuppen, erdgeschossiger Putzbau mit Pultdach, gleichzeitig; bauliche Gruppe mit Lobitzstraße 2 / 6 / 8 / 10 und Lange Straße 80 / 82. | D-5-63-000-1770 Wikidata | Mietshaus            |
| Lobitzstraße 6 (Standort)  | Mietshaus            | Viergeschossiger Mansarddachbau mit Sandsteinfassade und Dachgauben, im Neu-Nürnberger-Stil, von Martin Macher, 1902; Rückgebäude, zweigeschossiger Backsteinbau mit Mansarddach, gleichzeitig; bauliche Gruppe mit Lobitzstraße 2 / 4 / 8 / 10 und Lange Straße 80 / 82. | D-5-63-000-1771 Wikidata | Mietshaus            |
| Lobitzstraße 8 (Standort)  | Mietshaus            | Viergeschossiger Mansarddachbau mit Sandsteinfassade, im Neu-Nürnberger-Stil, von Karl Preißler, 1901/02; Schuppen, erdgeschossiger Backsteinbau mit Pultdach, gleichzeitig; bauliche Gruppe mit Lobitzstraße 2 / 4 / 6 / 10 und Lange Straße 80 / 82. | D-5-63-000-1772 Wikidata | Mietshaus            |
| Lobitzstraße 10 (Standort) | Mietshaus in Ecklage | Viergeschossiger Mansarddachbau mit Sandsteinfassade, Rundbogenfries an der Traufe, im Neu-Nürnberger-Stil, von Johann Dorner, 1901/02; bauliche Gruppe mit Lobitzstraße 2 / 4 / 6 / 8 und Lange Straße 80 / 82. | D-5-63-000-1773 Wikidata | Mietshaus in Ecklage |

## Ludwig-Erhard-Straße (vormals: Sternstraße)
| Lage                               | Objekt                  | Beschreibung | Akten-Nr.               | Bild |
| ---------------------------------- | ----------------------- | --- | ----------------------- | --- |
| Ludwig-Erhard-Straße 1 (Standort)  | Wohn- und Geschäftshaus | Schmaler, viergeschossiger und traufseitiger Satteldachbau mit Sandsteinfassade, Polygonalerker und türmchenartiger Schnitzgaube, im Neu-Nürnberger-Stil, von Fritz Walter, 1903; Teil des Ensembles Altstadt. | D-5-63-000-748 Wikidata | weitere Bilder                                                                                                 |
| Ludwig-Erhard-Straße 3 (Standort)  | Wohn- und Geschäftshaus | Dreigeschossiger Mansarddachbau mit reich gegliederter Sandsteinfassade, im Kern um 1720, Aufstockung und Umbau im Neurenaissance-Stil von Andreas Hofer, 1886; Teil des Ensembles Altstadt. | D-5-63-000-750 Wikidata | Wohn- und Geschäftshaus                                                                                        |
| Ludwig-Erhard-Straße 5 (Standort)  | Wohn- und Geschäftshaus | Geburtshaus von Ludwig Erhard, dreigeschossiger traufseitiger Satteldachbau mit Sandsteinfassade, seitlichen Lisenen, Konsoltraufgesims und gusseiserner Neurenaissance-Ladenfront im Erdgeschoss, im Kern 18. Jahrhundert, Aufstockung und spätklassizistischer Umbau von Jakob Rietheimer, 1853, Ladenfront Ende 19. Jahrhundert; Rückflügel, zweigeschossiger Fachwerkbau mit Mansarddach, 18. Jahrhundert; Teil des Ensembles Altstadt. | D-5-63-000-752 Wikidata | [[Vorlage:Bilderwunsch/code!/C:49.477009,10.988375!/D: Ludwig-Erhard-Straße 5, Wohn- und Geschäftshaus!/\|BW]] |
| Ludwig-Erhard-Straße 7 (Standort)  | Wohn- und Geschäftshaus | Viergeschossiger Putzbau mit Satteldach und polygonalem Eckerker, in Neurenaissance-Formen, von Fritz Walter, 1900; Teil des Ensembles Altstadt. | D-5-63-000-753 Wikidata | Wohn- und Geschäftshaus                                                                                        |
| Ludwig-Erhard-Straße 13 (Standort) | Wohnhaus in Ecklage     | Dreigeschossiger, dreiseitig freistehender Sandsteinbau mit Satteldach, Treppengiebel und Konsoltraufgesims, reich gegliedert in romantisch-klassizistischen Formen, von Friedrich Weltrich, 1844, Umbau Erdgeschoss 1905; Teil des Ensembles Altstadt. | D-5-63-000-755 Wikidata | weitere Bilder                                                                                                 |
| Ludwig-Erhard-Straße 14 (Standort) | Wohnhaus                | Schmaler, zweigeschossiger Mansarddachbau mit vorgeblendeter, dreigeschossiger Sandsteinfassade mit Attika, im Kern 18. Jahrhundert, Umbau und Aufstockung im Neurenaissance-Stil von Konrad Weber, bez. 1886; Teil des Ensembles Altstadt. | D-5-63-000-756 Wikidata | BW |
| Ludwig-Erhard-Straße 16 (Standort) | Wohnhaus                | Dreigeschossiger traufseitiger Satteldachbau mit breiter Sandsteinfassade und Dachgauben, klassizistisch, von Meyer und Georg E(c)kart, Umbau des Erdgeschosses 1899; Teil des Ensembles Altstadt. | D-5-63-000-757 Wikidata | Wohnhaus |
| Ludwig-Erhard-Straße 19 (Standort) | Wohnhaus                | Dreigeschossiger traufseitiger Sandsteinquaderbau mit Mansarddach und flachen Seitenrisaliten, klassizistisch, von Georg E(c)kart, 1825, Mansarddach wohl zweite Hälfte 19. Jahrhundert; Gedenktafel für Heinrich Berolzheimer, Bronzerelief; Teil des Ensembles Altstadt. | D-5-63-000-758 Wikidata | Wohnhaus |

## Ludwigstraße
| Lage                                    | Objekt                                | Beschreibung | Akten-Nr.                | Bild                                  |
| --------------------------------------- | ------------------------------------- | --- | ------------------------ | ------------------------------------- |
| Ludwigstraße 2 (Standort)               | Ehemalige Hopfendarre, jetzt Wohnhaus | Zweigeschossiger Sandsteinquadereckbau mit Mansarddach und hölzerner Aufzugsgaube, spätklassizistisch, 1878, Dachumbau 1889, erneuter Umbau 1936. | D-5-63-000-759 Wikidata  | Ehemalige Hopfendarre, jetzt Wohnhaus |
| Ludwigstraße 3 (Standort)               | Mietshaus                             | Fünfgeschossiger traufseitiger Satteldachbau mit reich gegliederter Sandsteinfassade, Mittelerker und Zwerchgiebel, Neurenaissance, 1904; bauliche Gruppe mit Ludwigstraße 3a. | D-5-63-000-760 Wikidata  | BW                                    |
| Ludwigstraße 3a (Standort)              | Mietshaus                             | Fünfgeschossiger traufseitiger Satteldachbau mit reich gegliederter Sandsteinfassade, Mittelerker und Zwerchgiebel, Neurenaissance, 1904; Rückgebäude, zweigeschossiger Backsteinbau mit Mittelrisalit und Mansarddach, gleichzeitig; bauliche Gruppe mit Ludwigstraße 3. | D-5-63-000-1792 Wikidata | BW                                    |
| Ludwigstraße 4 (Standort)               | Mietshaus                             | Dreigeschossiger traufseitiger Satteldachbau mit Sandsteinfassade, flachen Seitenrisaliten und Konsoltraufgesims, Neurenaissance, von Leonhard Gran sen., 1880/81; Rückgebäude, zweigeschossiger Backsteinbau mit Mansarddach und Mittelrisalit, gleichzeitig; Rückgebäude, zweigeschossiger Sandsteinbau mit Mansarddach, gleichzeitig; Schuppen, erdgeschossiger Sandsteinbau mit Pultdach, gleichzeitig. | D-5-63-000-761 Wikidata  | weitere Bilder                        |
| Ludwigstraße 6 (Standort)               | Wohnhaus                              | Dreigeschossiger traufseitiger Satteldachbau mit Sandsteinfassade, Sohlbankgesims und Rosettenfries an der Traufe, klassizistisch, von Conrad Gieß, 1878; Rückgebäude, dreigeschossiger Sandsteinbau mit Pultdach, gleichzeitig. | D-5-63-000-762 Wikidata  | Wohnhaus                              |
| Ludwigstraße 19 (Standort)              | Mietshaus                             | Fünfgeschossiger traufseitiger Satteldachbau mit dekorierter Putzfassade, rustiziertem Sandsteinerdgeschoss und breitem Mittelerker mit Schweifgiebel, Spätjugendstil, von Ebert und Groß, bez. 1912. | D-5-63-000-763 Wikidata  | BW                                    |
| Ludwigstraße 30 (Standort)              | Mietshaus                             | Fünfgeschossiger traufseitiger Satteldachbau mit Sandsteinfassade, flachem Schweifgiebel und breiter Erker-Eisenbalkon-Gruppe, Spätjugendstil, von J. und M. Müller, 1911/12; bauliche Gruppe mit Eckhaus Ludwigstraße 32 und Fichtenstraße 27 / 29 / 31 / 33 / 35 / 37. | D-5-63-000-764 Wikidata  | Mietshaus                             |
| Ludwigstraße 32 (Standort)              | Mietshaus in Ecklage                  | Fünfgeschossiger Satteldachbau mit Sandsteinfassade, Erkern mit Eisenbalkonbrüstungen, flachem Schweifgiebel an der Ostseite, Eisenbalkon an der Südseite und polygonalem Eckerker, Spätjugendstil, von J. und M. Müller, 1911; bauliche Gruppe mit Ludwigstraße 30 und Fichtenstraße 27 / 29 / 31 / 33 / 35 / 37.                                                                                          | D-5-63-000-1793 Wikidata | BW                                    |
| Ludwigstraße 42 (Standort)              | Mietshaus                             | Fünfgeschossiger traufseitiger Satteldachbau mit Sandsteinfassade, reich dekoriertem Mittelerker und Walmdachzwerchhaus, im Neu-Nürnberger-Stil, 1905; bauliche Gruppe mit Ludwigstraße 44. | D-5-63-000-765 Wikidata  | Mietshaus                             |
| Ludwigstraße 44 (Standort)              | Mietshaus                             | Fünfgeschossiger traufseitiger Satteldachbau mit Sandsteinfassade, reich dekoriertem Mittelerker und flachem Schweifgiebel, im Neu-Nürnberger-Stil, 1905; bauliche Gruppe mit Ludwigstraße 42. | D-5-63-000-1794 Wikidata | BW                                    |
| Ludwigstraße 47 (Standort)              | Mietshaus                             | Fünfgeschossiger traufseitiger Satteldachbau mit Sandsteinfassade, Mittelerker, Lisenengliederung und flachem Schweifgiebel, später klassizisierender Jugendstil, von Ebert und Müller, 1908; bauliche Gruppe mit Ludwigstraße 49 / 51 / 53. | D-5-63-000-766 Wikidata  | BW                                    |
| Ludwigstraße 49 (Standort)              | Mietshaus                             | Fünfgeschossiger traufseitiger Satteldachbau mit Sandsteinfassade, Mittelerker und Lisenengliederung, später klassizisierender Jugendstil, von Ebert und Müller, 1907; Rückgebäude, dreigeschossiger Putzbau mit Zahnschnittfries an der Traufe und Pultdach, gleichzeitig; bauliche Gruppe mit Ludwigstraße 47 / 51 / 53.                                                                                  | D-5-63-000-1795 Wikidata | BW                                    |
| Ludwigstraße 50 (Standort)              | Mietshaus                             | Viergeschossiger traufseitiger Satteldachbau mit Sandsteinfassade, Mittelerker und hohem Schweifgiebel, Jugendstil, von Ebert und Müller, 1906. | D-5-63-000-767 Wikidata  | BW                                    |
| Ludwigstraße 51 (Standort)              | Mietshaus                             | Fünfgeschossiger traufseitiger Satteldachbau mit Sandsteinfassade, Mittelerker und Lisenengliederung, später klassizisierender Jugendstil, von Ebert und Müller, 1906/07; Schuppen, erdgeschossiger Backsteinbau mit Pultdach, gleichzeitig; Hofeinfriedung, Backsteinmauer, gleichzeitig; bauliche Gruppe mit Ludwigstraße 47 / 49 / 53.                                                                   | D-5-63-000-1796 Wikidata | BW                                    |
| Ludwigstraße 53 (Standort)              | Mietshaus in Ecklage                  | Fünfgeschossiger Satteldachbau mit Sandsteinfassade, Erkern, Eisenbalkonen und polygonalem Kuppelturm über der Rundecke, später klassizisierender Jugendstil, von Ebert und Müller, 1907/08; bauliche Gruppe mit Ludwigstraße 47 / 49 / 51. | D-5-63-000-768 Wikidata  | BW                                    |
| Ludwigstraße 71 (Standort)              | Mietshaus in Ecklage                  | Viergeschossiger asymmetrisch gegliederter Satteldachbau mit Putzfassade, Stuckdekor, rustiziertem Sandsteinerdgeschoss, Erkern und Zwerchgiebeln, teils mit Blendfachwerk, historisierend, von Ebert und Müller, 1908/09; zusammen mit Ludwigstraße 73 westlicher Abschluss der Wohnanlage Kornstraße. | D-5-63-000-769 Wikidata  | BW                                    |
| Ludwigstraße 73 (Standort)              | Mietshaus in Ecklage                  | Viergeschossiger asymmetrisch gegliederter Satteldachbau mit Putzfassade, Stuckdekor, rustiziertem Sandsteinerdgeschoss, Erker mit Eisenbalkonbrüstung und Risalit mit Halbwalm, ausgebautem Dachgeschoss mit Zwerchhaus und polygonalem Eckerker, historisierend, von Ebert und Müller, bez. 1910; zusammen mit Ludwigstraße 71 westlicher Abschluss der Wohnanlage Kornstraße.                            | D-5-63-000-1797 Wikidata | BW                                    |
| Ludwigstraße, südlich Nr. 75 (Standort) | Kriegerdenkmal                        | Kriegerdenkmal für 1914–18, Kalksteinsäule mit Art-Deco-Ornamentik und Eisernem Kreuz aus Bronze, dazugehörig niedrige Steinmauer mit keilförmigen Pfeileraufsätzen von Richard Kohler, bez. 1927. | D-5-63-000-1600 Wikidata | Kriegerdenkmal                        |
| Ludwigstraße 89 (Standort)              | Mietshaus                             | Viergeschossiger traufseitiger Satteldachbau mit Sandsteinfassade, reich dekoriertem Erker und geschweiftem Zwerchhausgiebel, Jugendstil, von Peter Knorz und Georg Beer, bez. 1904; ehemaliges Fabrikgebäude im Hof, ein- bis dreigeschossiger Backsteinbau mit Pultdach, von Peter Knorz, gleichzeitig; Schuppen, erdgeschossiger Backsteinbau mit Pultdach, gleichzeitig.                                | D-5-63-000-770 Wikidata  | BW                                    |

## Luisenstraße
| Lage                       | Objekt               | Beschreibung | Akten-Nr.               | Bild                 |
| -------------------------- | -------------------- | --- | ----------------------- | -------------------- |
| Luisenstraße 1 (Standort)  | Mietshaus            | Viergeschossiger traufseitiger Satteldachbau mit Dachwölbung über Attika, reich gegliederter Sandsteinfassade mit rustiziertem Erdgeschoss und Erker, Neurenaissance, von Georg Müller, 1889; bauliche Gruppe mit Eckhaus Luisenstraße 3, Hornschuchpromenade 1 / 2 und Nürnberger Straße 38 / 40 / 42; Teil des Ensembles Hornschuchpromenade/Königswarterstraße. | D-5-63-000-772 Wikidata | BW                   |
| Luisenstraße 2 (Standort)  | Mietshaus in Ecklage | Viergeschossiger Flachsatteldachbau mit Sandsteinfassade mit Zahnschnittfries an der Traufe und gusseisernen Ladenstöcken, spätklassizistisch, von Leonhard Gran, 1874, Ladenstöcke Ende 19. Jahrhundert; Teil des Ensembles Hornschuchpromenade/Königswarterstraße. | D-5-63-000-773 Wikidata | BW                   |
| Luisenstraße 3 (Standort)  | Mietshaus in Ecklage | Viergeschossiger Satteldachbau mit reich gegliederter Sandsteinfassade, rustiziertem Erdgeschoss sowie Attika und Erker auf Säulen an der abgeschrägten Ecke, Neurenaissance, von Georg Müller, bez. 1888, Fassade zur Hornschuchpromenade nach Kriegsschäden vereinfacht wiederhergestellt; bauliche Gruppe mit Luisenstraße 1, Hornschuchpromenade 1 / 2 und Nürnberger Straße 38 / 40 / 42; Teil des Ensembles Hornschuchpromenade/Königswarterstraße.                         | D-5-63-000-774 Wikidata | weitere Bilder       |
| Luisenstraße 4 (Standort)  | Mietshaus            | Viergeschossiger traufseitiger Satteldachbau mit reich gegliederter Sandsteinfassade, flachen Seitenrisaliten und gusseiserner Ladenfront, spätklassizistisch, von Leonhard Gran, 1874, Ladenfront Ende 19. Jahrhundert; Teil des Ensembles Hornschuchpromenade/Königswarterstraße. | D-5-63-000-775 Wikidata | BW                   |
| Luisenstraße 7 (Standort)  | Mietshaus            | Viergeschossiger traufseitiger Satteldachbau mit reich gegliederter Sandsteinfassade, Mittelerker mit Eisenbalkonbrüstung und Zwerchhaus, Neubarock, von Fritz Walter, bez. 1893; Rückflügel, dreigeschossiger Backsteinbau mit Flachdach, Sandsteinerdgeschoss und -gliederung, gleichzeitig; Teil des Ensembles Hornschuchpromenade/Königswarterstraße. | D-5-63-000-776 Wikidata | BW                   |
| Luisenstraße 8 (Standort)  | Mietshaus            | Dreigeschossiger traufseitiger Satteldachbau mit Sandsteinfassade und doppeltem Gurtgesims, spätklassizistisch, von Leonhard Gran, 1877; Teil des Ensembles Hornschuchpromenade/Königswarterstraße. | D-5-63-000-777 Wikidata | BW                   |
| Luisenstraße 9 (Standort)  | Mietshaus            | Viergeschossiger Mansarddachbau mit reich gegliederter Sandsteinfassade, Erker und turmbekröntem Schweifgiebel, im Neu-Nürnberger-Stil, von Bräutigam und Wiessner, 1903/04; Rückflügel, viergeschossiger Backsteinbau mit Flachdach, gleichzeitig; Rückgebäude, zweigeschossiger Backsteinbau mit Mansarddach, gleichzeitig; Teil des Ensembles Hornschuchpromenade/Königswarterstraße.                                                                                          | D-5-63-000-778 Wikidata | BW                   |
| Luisenstraße 10 (Standort) | Mietshaus            | Dreigeschossiger traufseitiger Satteldachbau mit Sandsteinfassade, flachen Seitenrisaliten, Palmettenfries und Konsoltraufgesims, spätklassizistisch, von Leonhard Gran, 1877; Lagergebäude, zweigeschossiger Sandsteinquaderbau mit Satteldach, spätes 19. Jahrhundert. Werkstattgebäude, dreigeschossiger Sichtziegelmauerwerksbau mit Fensterrahmungen aus Werkstein, ehemals mit Pultdach, spätes 19. Jahrhundert; Teil des Ensembles Hornschuchpromenade/Königswarterstraße. | D-5-63-000-779 Wikidata | BW                   |
| Luisenstraße 11 (Standort) | Mietshaus in Ecklage | Viergeschossiger Satteldachbau mit reich gegliederter Sandsteinfassade, Erker und Giebelaufsatz an der abgeschrägten Ecke, Neurenaissance, von Moritz Haubrich, 1889/90; Teil des Ensembles Hornschuchpromenade/Königswarterstraße. | D-5-63-000-780 Wikidata | BW                   |
| Luisenstraße 14 (Standort) | Mietshaus in Ecklage | Viergeschossiger Satteldachbau mit Sandsteinfassade und Erker an der abgeschrägten Ecke, Neurenaissance, von Leonhard Gran, 1881/82, Aufstockung 1899; bauliche Gruppe mit Luisenstraße 12; Teil des Ensembles Hornschuchpromenade/Königswarterstraße. | D-5-63-000-782 Wikidata | Mietshaus in Ecklage |

## Ehemalige Baudenkmäler
In diesem Abschnitt sind Objekte aufgeführt, die früher einmal in der Denkmalliste eingetragen waren, jetzt aber nicht mehr. Objekte, die in anderem Zusammenhang also z. B. als Teil eines Baudenkmals weiter eingetragen sind, sollen hier nicht aufgeführt werden. Aktennummern in diesem Abschnitt sind ehemalige, jetzt nicht mehr gültige Aktennummern.

| Lage                       | Objekt    | Beschreibung | Akten-Nr.               | Bild |
| -------------------------- | --------- | --- | ----------------------- | ---- |
| Luisenstraße 12 (Standort) | Mietshaus | Viergeschossiger traufseitiger Satteldachbau mit Sandsteinfassade, Sohlbankgesims, Neurenaissance, von Leonhard Gran, 1881/82, Aufstockung 1957; bauliche Gruppe mit Eckhaus Luisenstraße 14; Teil des Ensembles Hornschuchpromenade/Königswarterstraße. | D-5-63-000-781 Wikidata | BW   |